# Voyage (альбом ABBA)
Voyage — девятый  и последний студийный альбом шведской группы ABBA, выпущенный звукозаписывающим лейблом Polar Music в 2021 году. Это единственная запись группы с новым материалом за 40 лет после The Visitors (1981) и последующего роспуска группы в 1982 году. На диске представлено девять новых композиций и одна доработанная из архива нереализованных записей. Все написаны творческим дуэтом Бенни Андерссона и Бьорна Ульвеуса.
Работа над пластинкой началась ещё в 2017 году и длилась около пяти лет, но музыканты старались не предавать широкой огласке её подробности. Было известно, что в 2018 году ABBA записали две песни, «I Still Have Faith in You» и «Don’t Shut Me Down», которые впоследствии стали ведущими синглами с диска. Альбом был анонсирован 2 сентября 2021 года в прямом эфире на официальном YouTube-канале квартета. Группа также объявила о серии концертов с использованием голограмм молодых участников ABBA, которая началась 27 мая 2022 года в Олимпийском парке королевы Елизаветы в Лондоне на специально построенной для этого случая арене.
Выпуск Voyage состоялся 5 ноября 2021 года и привлёк внимание к творчеству коллектива, вызвав широкий общественный резонанс и новый виток АББА-мании. Беспрецедентное возвращение через четыре десятилетия после распада ознаменовалось покорением вершин национальных хит-парадов в целом ряде стран.
В заслугу авторам музыкальные критики ставили звучание, одинаково хорошее и для 1981 года, и для 2021 года, ряд выдающихся композиций, тщательно и всесторонне взвешенных, хорошо продуманных (как в плане текстов, так и мелодики) и исполненных, достойных включения в список лучших песен группы. Негативную оценку вызвала несбалансированность альбома, где с шедеврами соседствовали проходные песни, ухудшавшие общее впечатление от долгожданного возвращения.

## История создания
ABBA распались в 1982 году, вскоре после выхода их восьмого альбома The Visitors, появившегося в продаже в ноябре 1981 года. С течением времени к творчеству квартета сохранялся устойчивый интерес, который периодически возрастал, например, в начале 1990-х годов после международного успеха сборника лучших хитов ABBA Gold: Greatest Hits, мюзикла Mamma Mia! и одноимённой киноленты, выпуска многочисленных трибьют-альбомов, выступлений музыкальных трибьют-коллективов.
Участники ABBA долгое время отказывались воссоединяться на сцене: потенциальный финансовый успех был недостаточно важен для артистов, которые стали мультимиллионерами, удачно инвестируя в период активной карьеры. По сообщениям прессы, в 2000 году они отклонили предложение на 1 миллиард долларов о совместном выступлении. В июле 2008 года Бьорн Ульвеус категорически заявил The Sunday Telegraph: «Мы никогда больше не выйдем на сцену. Просто нет мотивации для реорганизации». Ульвеус повторил этот тезис в интервью 2014 года, в период рекламной кампании, связанной с выходом официального фотоальбома ABBA: The Official Photo Book.
6 июня 2016 года ABBA неофициально собрались, когда спели «The Way Old Friends Do» на частной вечеринке в Стокгольме, посвящённой 50-летию совместной творческой деятельности Бьорна Ульвеуса и Бенни Андерссона. Это привело к более формальному воссоединению. По словам музыкантов, они не чувствовали никакого давления на себя в музыкальной индустрии и попросту вспомнили, как им нравилось делать музыку вместе, захотев сделать это ещё раз перед своей смертью.
Конечно, в то время мы не знали, сработает ли это, и будет ли магия всё ещё там. Но когда Агнета и Фрида начали петь, мне показалось, что время остановилось. Это был чрезвычайно радостный опыт!Бенни Андерссон о первых пробах сотрудничества
После возобновления совместной деятельности музыканты уделяли особое значение концепции будущих концертных выступлений ABBA. Преодоление технических и юридических сложностей заняло несколько лет, во время которых сведений о новых музыкальных записях почти не поступало.
Студия звукозаписи Riksmixningsverket
27 апреля 2018 года шведский квартет объявил о записи двух новых песен: «I Still Have Faith in You» и «Don’t Shut Me Down». Из официального сообщения на сайте исполнителей следовало, что первая из двух новинок запланирована к показу в специальной программе телеканала BBC в декабре того же года. Спустя почти год в интервью своему новостному сайту Бенни Андерссон дал понять, что, в связи с очередной задержкой запуска виртуального тура, они размышляют над написанием нового дополнительного материала, поскольку в ходе турне принято демонстрировать совершенно новый материал. Музыканты задумывались о необходимости отдельного сингла для уже сочинённых и записанных песен, чтобы они сохранили актуальность к моменту готовности шоу.
В июле 2020 года Бьорн Ульвеус объявил, что группа работала над пятью новыми песнями, но из-за охватившей весь мир пандемии коронавирусной инфекции их выпуск и концертное шоу переносится на 2021 год. Дальнейшие подробности не раскрывались, интрига сохранялась вплоть до дня официальной презентации.
При создании новых композиций авторы сознательно игнорировали современные поп-тренды, смены моды и стиля, которые произошли в популярной музыке в последние десятилетия. Музыкантам хотелось воссоздать первозданный дух ABBA и сохранить оригинальный стиль коллектива, так как, по словам Андерссона, «в современной музыке нет ничего, что меня бы захватывало, ничего, чему хотелось бы подражать».
Запись проходила в стокгольмской студии Андерссона Riksmixningsverket, расположенной на острове Шеппсхольмен в центре города. Помимо официальных членов квартета, в ней приняли участие музыканты концертного состава группы, работавшие с ABBA ещё в 1970-х и причастные к созданию их классических альбомов. В числе привлечённых были ударник Пер Линдвалль, участвовавший в записи Super Trouper и The Visitors, и гитарист Лассе Велландер, сотрудничавший с ансамблем с 1974 года.

## Продвижение и реклама

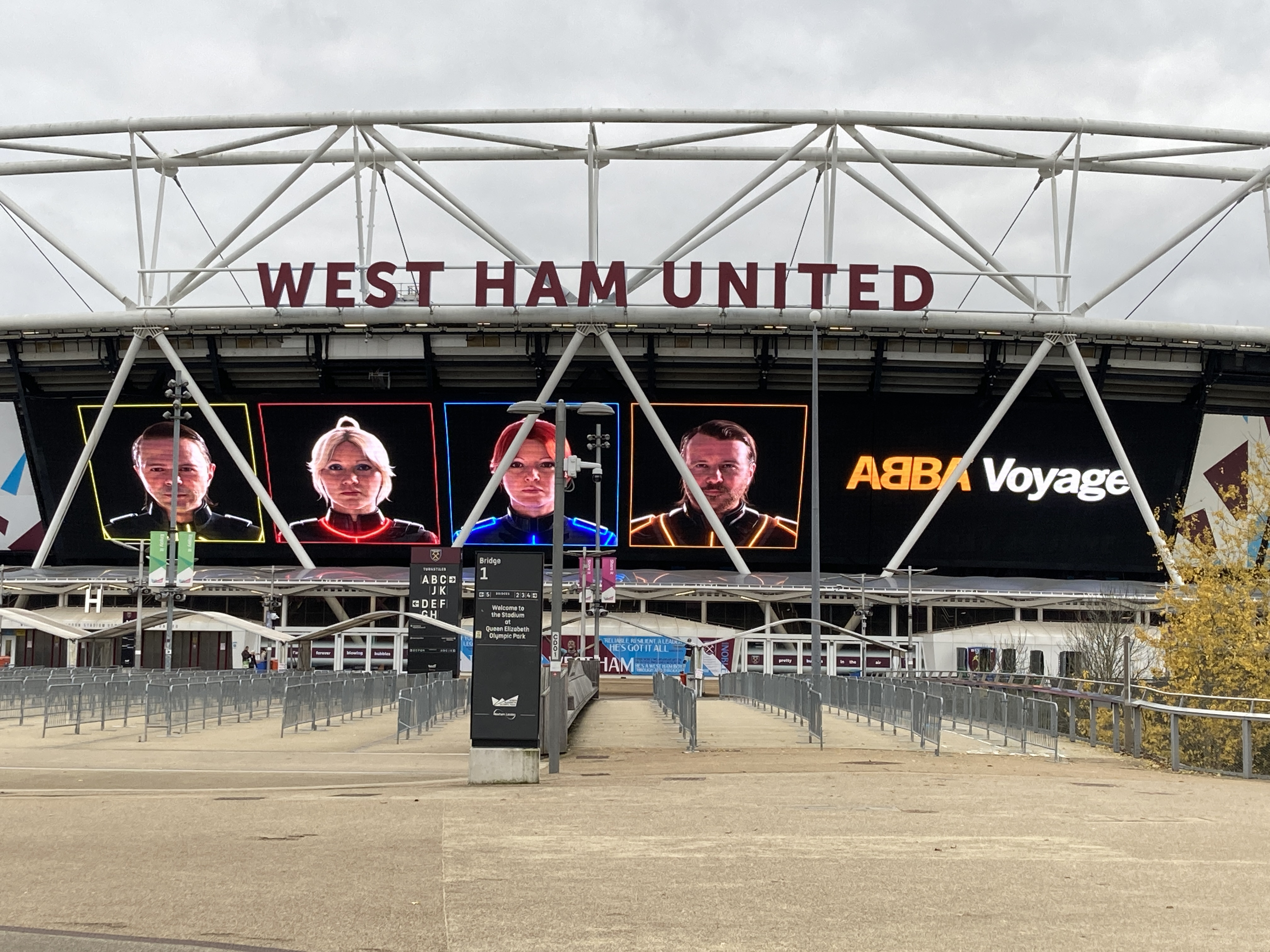
Реклама на фасаде Олимпийского стадиона в в Лондоне

Кампания по продвижению пластинки стартовала 26 августа 2021 года с запуска официального сайта альбома: abbavoyage.com. На улицах Лондона были установлены рекламные щиты, а также созданы аккаунты в социальных сетях под названием «ABBA Voyage». Никаких других подробностей не сообщалось, но цифровые часы отсчитывали время до 2 сентября, даты официального раскрытия информации.
2 сентября 2021 года на официальном YouTube-канале квартета ABBA в ходе прямой трансляции анонсировала дату выхода лонгплея и представила два видеоклипа на две новые песни: «I Still Have Faith in You», составленный из архивных видеосъёмок и компьютерной анимации с трёхмерными моделями исполнителей, и «Don’t Shut Me Down» (видеозарисовка с текстом песни). Обе песни стали первыми синглами и тизером Voyage. В ходе эфира Бенни и Бьорн дали интервью Зои Болл для канала BBC на вершине смотровой башни ArcelorMittal Orbit в Олимпийском парке королевы Елизаветы в Лондоне. Тогда они впервые сообщили, что новый альбом ABBA будет называться Voyage, будет состоять из 10 песен и поступит в продажу 5 ноября 2021 года. 22 октября 2021 года, за две недели до выхода полноценного альбома, вышел третий сингл «Just a Notion», основанный на песне, записанной в сентябре 1978 года во время работы над Voulez-Vous, но в конечную версию не вошедшей. Её инструментальная часть (партии ударных и гитар) была переработана и перезаписана, тогда как вокальные партии были использованы исходные. До сих пор был доступен только отрывок этой песни в составе попурри ABBA Undeleted из нереализованных демозаписей разных лет на бокс-сете Thank You for the Music 1994 года.
Релиз нового альбома состоялся согласно графику, в пятницу, 5 ноября. В этот день на YouTube-канале ансамбля были опубликованы оставшиеся композиции пластинки в виде аудиозаписей и видеозарисовок с текстами песен. Накануне журналисты получили возможность ознакомиться с музыкой через ограниченный доступ. Для этого им нужно было приехать в головной офис своей редакции, куда присылалась ссылка на однократное прослушивание.

### Варианты издания
Voyage сразу стал доступен во всех основных современных форматах (CD, кассета, LP, цифровая загрузка, стриминг). Помимо стандартного оформления с небесным светилом на фоне планеты, физические носители были доступны с альтернативными обложками: с изображениями четырёх «АББА-таров» либо одним из них. Кроме этого, альбом издавался на грампластинках из жёлтого, оранжевого, зелёного, голубого и белого винила и два варианта с изображениями на поверхности винила (picture disc). Также были выпущены делюкс-издания, включавшие экземпляры альбома сразу на нескольких носителях, открытку, наклейки и футболки.

### Концертное турне
«Эпоха цифровых камбэков не то что не за горами — 
она уже настала».
При разработке концепции реформирования группы высокое внимание было уделено концертному туру с участием четырёх анимированных аватаров (получивших название «АББА-таров»), имеющих вид участников группы в период её расцвета. Уже 26 октября 2016 года на официальном сайте был размещён пресс-релиз, уведомляющий о заключении партнёрского сотрудничества шведского квартета с Universal Music Group и продюсером Саймоном Фуллером. Целью предприятия была разработка развлекательного мероприятия на принципиально новом техническом уровне для приобщения нового поколения поклонников коллектива к его творчеству с применением новейших цифровых технологий и виртуальной реальности. Впоследствии стало известно, что автором идеи голограммного тура стал Фуллер, которого поддержали все члены группы. Он потом вспоминал: «Для меня это был простой выбор — дать им возможность стать первой влиятельной группой, которая по-настоящему осознаёт возможности виртуального мира. Музыка ABBA нравится всем поколениям, в отличие от любой другой группы со времён Beatles». В дальней перспективе проект сулил привлекательные практические преимущества для людей, не желающих (или не могущих) участвовать в больших концертах по тем или иным причинам. Для того, чтобы понять, как это может выглядеть и в каком направлении двигаться, Ульвеус и Андерссон в ознакомительных целях посетили шоу Cirque du Soleil Michael Jackson: One в Лас-Вегасе.
Впервые ABBA объявили о том, что они готовят цифровые аватары, в сентябре 2017 года. «АББА-тары» должны появиться во время концертов ABBA Voyage вместо четырёх настоящих участников группы.
Реализация проекта из-за технических и юридических сложностей всё время откладывалась. Сотрудничество с Фуллером приостановилось, когда выяснилось, что голограммы не могут использоваться в концертной среде из-за возникающих ограничений для размещения зрителей и освещения. Проект был негласно приостановлен до тех пор, пока к нему не подключилось британское крыло компании по производству визуальных спецэффектов Industrial Light & Magic (ILM). Креативный директор ILM Бен Моррис заверил музыкантов: «Мы можем воссоздать ABBA такими, какими они были в расцвете сил. Мы можем создавать цифровых персонажей и, используя методы захвата движения, можем их анимировать, воспроизводить и делать так, чтобы они казались совершенно реальными». В состав рабочей группы вошли продюсеры Свана Гисла и Людвиг Андерссон (сын Бенни Андерссона), режиссёр Бейли Уолш, исполнительный продюсер Юхан Ренк и хореограф Уэйн Макгрегор.
В конце января 2019 года (уже после сообщения о написании двух новых композиций) представитель группы сообщал, что виртуальный тур, возможно, состоится осенью 2019 года. 3 апреля 2019 года в своём интервью Бьорн Ульвеус жаловался на то, что доводка аватаров крайне затянулась. В конце концов, пандемия COVID-19 вынудила группу перенести тур на 2022 год, и, по крайней мере, начальный этап тура был переформатирован в восьмимесячную концертную резиденцию в Лондоне.
С другой стороны, ограничительные меры в Швеции в разгар эпидемии были одними из самых мягких на планете и позволили перенести фокус активности на родину музыкантов. Команда ILM прибыла в Стокгольм для съёмок членов группы. В здании Фильмхусет Шведского института кино изо дня в день, в течение пяти недель, 160 камер записывали каждое движение ABBA, когда они пели и танцевали, исполняя десятки своих старых хитов и новых песен, в костюмах с технологией захвата движения.
Они фотографировали нас со всех возможных ракурсов, заставили нас гримасничать перед камерами, сбрили наши бороды, нарисовали точки на наших лицах, измеряли наши головы. По-видимому, череп не меняется с возрастом, даже если остальная часть вашего тела разваливается!»Бьорн Ульвеус о съёмках ILM
Затем в Лондоне команда аниматоров ILM из 850 человек объединила фотографии и многочасовые видеозаписи с изображениями молодых участников группы. Постановкой хореографии АББА-таров специалисты ILM занимались под руководством постоянного артиста лондонского Королевского балета Уэйна Макгрегора.
Концертная резиденция ABBA Voyage была представлена зрителям 2 сентября 2021 года в прямом эфире одновременно с альбомом. Выступления были начаты с 27 мая 2022 года в Олимпийском парке королевы Елизаветы, на специально построенной «АББА-Арене» в восточном Лондоне, и должны были продлиться до 4 декабря 2022 года, в дальнейшем было принято решение о продлении мероприятий до ноября 2023 года. По заранее утверждённому графику каждую неделю проводилось по семь выступлений, начиная с четверга по понедельник. По четвергам, пятницам и понедельникам проходило одно вечернее шоу (в 19:45), по субботам и воскресеньям — два (в 15:00 и в 19:45). По вторникам и средам — выходные дни. Продолжительность каждого концерта — 100 минут, без перерывов на антракт. Появление членов ABBA не было предусмотрено регламентом мероприятия, музыкальное сопровождение обеспечивала группа из десяти человек.
«АББА-Арена», рассчитанная на 3000 зрителей, была спроектирована так, чтобы её можно было разобрать, транспортировать и перестроить в другом городе после запуска в Лондоне. Помимо сидячих мест, танцевального пола перед сценой и специальных мест для людей с ограниченной подвижностью, было предусмотрено 8 танцевальных кабин на 10-12 человек каждая.

## Восприятие

### Песни
I Still Have Faith in You
Отношения между участниками группы испытали целую эволюцию, пройдя за десять первых лет существования через стадии друзей, любовников, супругов, родителей, сотрудников, бывших супругов. И поэтому их чувства по отношению друг к другу, по мнению критиков, должны быть глубокими, многослойными, сложными и богатыми. Это ярко иллюстрирует видеоклип, на две трети составленный по принципу фотоальбома, который перелистывается перед зрителями. В тексте песни музыканты предаются воспоминаниям и занимаются поиском ответа на вопрос: «Есть ли это ещё в них?», имея в виду целесообразность воссоединения. По мере её развития Анни-Фрид, ведущая здесь основную вокальную линию, находит утвердительный ответ и укрепляется в непоколебимой вере друг в друга на основе общих воспоминаний о «союзе сердца и разума».
Будучи одной из первых песен воссозданной ABBA и песней, с которой начинается пластинка, она является вступительным словом и заявлением группы о своей миссии в 2021 году.
В своих обзорах музыковеды высоко оценили лирическую составляющую «I Still Have Faith in You», назвав её эпическим примером «горько-сладкой песни», самым эмоциональным и смелым моментом на пластинке и признав, что фирменная гармония ABBA всё ещё завораживает. В ней сочетаются величие и героизм, смирение и сомнение. Наиболее трогательным является то, как песня выражает солидарность четырёх участников, воссоединившихся в конце жизни. Песня блестяще демонстрирует, как с течением времени два женских голоса опустились до самого низа регистров; их можно услышать в куплетах во всей их хрупкости.
When You Danced with Me
К двум следующим песням альбома («When You Danced with Me» и «Little Things») отношение обозревателей было весьма противоречивым. В некоторых случаях их называли худшими на Voyage, полагая, что размещение сразу двух неудачных композиций в начале треклиста может испортить впечатление слушателей о диске в целом. Другие находили эту среднетемповую танцевальную мелодию, с сильным влиянием кельтской фольклорной музыки, довольно жизнерадостной. Журналист Ирландского радио и телевидения Алан Корр считает, что на фоне мрачной атмосферы, царившей на предыдущем альбоме, такая ABBA звучит гораздо счастливей, а вибрирующие звуки волынок, щебет мандолины и аккордеона являются отсылкой к фолк-музыкальным корням Бенни Андерссона. «When You Danced with Me» — это история о парне, который бросает свою девушку и покидает глубинку Килкенни, чтобы отправиться в город, и, вернувшись много лет спустя, встречает её на сельской ярмарке под аккомпанемент ирландской джиги. Сразу несколько изданий сошлись на том, что она уместно бы смотрелась на шоу Riverdance.
Little Things
«Little Things» представляет собой рождественский гимн, который заканчивается детским хором. Мнения СМИ относительно трека разделились полярно. Ряд изданий воспринял её резко отрицательно, заподозрив авторов в меркантильном стремлении создать аналог «Happy New Year» с целью постоянного заработка в период рождественских праздников. Указывали на её неуместность, банальность, чрезмерную слащавость до приторности. Независимый британский вебзин The Line of Best Fit заклеймил её «пустышкой № 1», заключив, что чем меньше будет о ней сказано — тем лучше.
Остальные специалисты, напротив, прониклись духом трогательной рождественской сказки, назвав песню «счастливой одой супружескому и семейному блаженству, когда дети пары просыпаются рождественским утром». Они признавали, что издеваться над «Little Things» легко, намного сложнее написать такую праздничную частушку, чутко передать милую и уютную концепцию Рождества, сохранив фирменный стиль ABBA, задействовав весь спектр вокального диапазона Агнеты и Фриды. Ресурс Super Deluxe Edition считает «Little Things» одной из ключевых композиций на всей пластинке, в том числе и выбранную позицию в списке песен, так как, если её сдвинуть в конец альбома, она может навредить грандиозному финалу в виде «Ode to Freedom». А британский музыкальный журнал Classic Pop подготавливает читателей к тому, что отныне «Little Things», вероятно, будет звучать каждый декабрь на многочисленных праздничных мероприятиях.
Don’t Shut Me Down
Наряду с «I Still Have Faith in You» эта песня была задумана и записана одной из первых при воссоединении коллектива, в 2017 году. Песня представляет собой монолог женщины в исполнении Агнеты Фельтског. Героиня истории долго колеблется, но в конце концов решается вернуться к дому своего бывшего мужчины и объясниться с ним. В музыкальном плане мучительный тон баллады в стиле «The Winner Takes It All» по окончании первого куплета перерастает вместе с глиссандо Андерссона в заводную поп-песню со средним темпом.
Публика и критика приняли песню восторженно. Даже рецензенты, настроенные неблагоприятно, тепло о ней отзывались. Джуд Роджерс, написавшая разгромную статью о Voyage для британской газеты The Guardian, осталась под впечатлением от того, сколь изящно справились авторы с превращением уязвимого шведского нуара в подвижный поп-фанк при помощи фортепиано и рожка. Отмечалось, что «Don’t Shut Me Down» содержит все признаки того, что придало хитам ABBA такую сверхъестественную силу. Наиболее интригующим аспектом трека были сюжетные стихи, говорящие об эмоциональном переживании персонажей и силе их духа и являющиеся центром лирической силы в лучших произведениях группы. В них угадывались связи с сюжетами хитов прошлых лет. Осознание же реальной истории квартета, состоящего из двух распавшихся пар, вносит свой вклад в восприятие и придаёт песне дополнительный вес. Как пишет Пэт Кинг из американского электронного издания Paste: «Это не только безупречный пример их [музыкальной] силы, но и раскрытие в словах песни загадки распада группы».
Just a Notion
«Just a Notion» — весёлая и легкомысленная танцевальная композиция, восходящая к ранним хитам (вроде «Waterloo», «So Long» и «Why Did It Have to Be Me?»), с тем же оттенком меланхолии в бодрящей, оптимистичной мелодии, в которой сквозит тоска и беззащитность. Была взята из архивов нереализованного материала. Группа записала новую минусовку для песни, но вокал из оригинальной сессии остался нетронутым. Тот факт, что вокальные партии сорокалетней давности безупречно сочетаются в ней с новыми инструментальными, журнал Rolling Stone отнёс к «навязчивой машинной точности» ABBA. «Just a Notion» была в целом доброжелательно принята музыкальной прессой. Высказывалось предположение, что таким запоминающимся номером, исполняемым женским дуэтом, с терпким тоном Фриды на переднем плане и ярким фортепианным ритмом Бенни в стиле Фэтса Домино, устанавливалась ещё одна связь между прошлым ансамбля и его настоящим. По мнению Джема Асвада из американского еженедельника Variety, это своего рода стилизация сок-хопа 1950-х годов, к которой группа часто прибегала на своих ранних альбомах. «В итоге, — пишет Асвад, — мы слышим возврат 1950-х, пропущенных сквозь призму 1970-х, спустя ещё половину столетия». Ряд других исследователей чувствуют в «Just a Notion» влияние также глэм-рока.
I Can Be That Woman
Альбом продолжается ещё двумя сюжетными песнями, сосредоточенными вокруг нюансов разногласий между мужчиной и женщиной. В обоих случаях основная вокальная работа исполнена Агнетой Фельтског. «I Can Be That Woman» — большая оркестровая баллада о токсичных, подпитываемых алкоголем отношениях, отчасти увиденных глазами любимой собаки враждующей пары, Тэмми. Протагонист от лица Агнеты пытается убедить своего отчуждённого спутника в своём перерождении, в способности соответствовать его ожиданиям, но хэппи-энда не видно. В манере подачи материала американские журналисты увидели сходство с творчеством одной из самых известных и успешных исполнительниц кантри-музыки — Тэмми Уайнетт. Имя собаке, по их предположениям, было дано в её честь. В драматическом эпизоде, изображённом в композиции, критики были склонны видеть отражение жизненной истории самих артистов. Редактор финского журнала Soundi Аско Аланен охарактеризовал «I Can Be That Woman» следующим образом: «Убедительно прозаический рассказ о разочаровании в своём партнере и в себе. Такие песни подчёркивают серьёзность проблем, возникших в отношениях между участниками квартета ABBA много лет назад».
Keep an Eye on Dan
Ещё одна грань разрушенных отношений рассматривается в «Keep an Eye on Dan». Как замечает Тим Камминг, редактор сайта theartsdesk.com, «в музыкальном и лирическом плане некоторые треки больше ориентированы на театральное шоу, чем на поп-музыку». В данном случае исследуется тревога разлуки, которую испытывает мать, впервые оставляющая своего ребёнка на выходные наедине со своим бывшим партнёром в рамках соглашения об опеке. Лидирующую партию вновь исполняет Агнета Фельтског. С одной стороны, она инструктирует отца сына героини песни внимательно присматривать за непослушным, расстроенным ребёнком до тех пор, пока она не сможет его забрать обратно, а с другой — делится со слушателями душевной болью. Электронный журнал PopMatters посмотрел на эту историю о раздельной опеке над детьми как на один из примеров готовности ABBA обратиться к ключевому вопросу: их разводам и роспуску. Гэри Графф из Ultimate Classic Rock увидел в песне взгляд её авторов на синти-поп, появившийся уже после первого распада ABBA. Тревожная мелодия песни с обманчиво весёлой аранжировкой в самой своей концовке завершается последними тактами из «SOS», символизируя крик о помощи.
Bumblebee
Душевная баллада, в которой затрагиваются проблемы изменения климата, как дань уважения экологам и повестке XXI века. В ней Фрида восхищается шмелями и беспокоится об их будущем, которое находится под угрозой. Маршевая аранжировка песни хорошо сочетается с барабанной дробью в стиле милитари, аккордами акустической гитары, оркестровыми витиеватостями и удалёнными театральными литаврами, а свирель Пера Гребакена добавляет общего сходства с такими классическими работами группы, как «Fernando», «Chiquitita» и «Andante, Andante». Артём Макарский из Афиша Daily сравнил музыкантов группы с беззащитными насекомыми, неспособными адаптироваться к изменениям в мире.
No Doubt About It
Несмотря на неоднозначную лирику, песня о скандалистке, признающей склочность своего характера, звучит весьма оптимистично. Музыкальные эксперты встретили «No Doubt About It» с энтузиазмом. Даррен Стайлз в заметке для Attitude назвал трек «спящим хитом альбома», а Бен Кардью из Pitchfork включил его наряду с «Keep an Eye on Dan» и «Don’t Shut Me Down» в число лучших поп-мелодий года, «расплывчато непредсказуемых, но совершенно очевидных, после первого же прослушивания». «Все они, — считает Кардью, — фантастически скомпонованы, с крючками, сложенными поверх груды крючков, аккуратно аранжированных в ложе необычных музыкальных решений». Характерен и отзыв Пола Синклера из Super Deluxe Edition: «Это шумный, динамичный номер с хлопками в ладоши, мощным басом, резким вокалом и мелодией. „No Doubt About It“ очень увлекательна и начинается с сильного и запоминающегося припева перед тем, как перейти к столь же хорошему куплету и блестящему предварительному припеву».
Ode to Freedom
Заключительная композиция была признана одной из самых амбициозных на диске. Торжественная, эпическая оркестровая баллада с нотками Шуберта, напоминавшая вальс Чайковского из балета «Лебединое озеро», была настолько величественна, что её сочли достойной стать мелодией церемонии закрытия Олимпийских игр, государственным гимном какой-нибудь европейской страны либо альтернативой существующему официальному гимну ЕС — «Ода к радости». Её лирика говорит о тщетности написания оды к свободе, которую стоит запомнить. Эти задумчивые размышления были полностью противоположны эмоциям «I Still Have Faith in You». Звучали мнения, что композиция демонстрирует, чем могли бы оказаться ABBA, если бы они остались вместе, и большинство критиков сошлось на том, что «Ode to Freedom» представляет собой достойный финал одной из величайших музыкальных групп всех времён.

### Альбом в целом
«Voyage — это действительно путешествие — назад во времени, нагло сбрасывающее со счетов бремя 40-летней истории развития поп-индустрии, возвращающее (самых преданных фанатов ABBA, конечно же) во времена, по прошествии лет кажущиеся более светлыми и добрыми. Поэтому судить об альбоме в контексте современной культуры едва ли представляется справедливым. Да и, признаем, в столь смутную эпоху именно такое путешествие многим просто необходимо».
Выход альбома стал большим культурным явлением. Вне зависимости от своего отношения к его наполнению, все музыкальные критики признавали его особую важность. Не в силах подобрать сопоставимый по значимости аналог, обозреватели зачастую просто перечисляли события, прошедшие в мире за четыре десятилетия с момента выпуска последней студийной записи.
Шеф-редактор американского онлайн-сервиса AllMusic Стивен Томас Эрлевайн оценил мудрость композиторского дуэта группы в решении «не следовать никаким стилистическим тенденциям и не перенимать современные производственные техники». В итоге слушатели получили классический альбом ABBA, который мог быть выпущен вскоре после The Visitors, но, возможно, странно звучащий сегодня. Даже не самые удачные, с точки зрения Эрлевайна, треки «Bumblebee» и «Little Things», хотя и мешают полному триумфу Voyage, но полностью соответствуют традиции ансамбля знакомить слушателей со своими минимумами и максимумами. И такой подход делает альбом восхитительным и неожиданным. На Хелен Браун из The Independent, поставившую диску максимальную оценку, произвели впечатление сложность задачи, которая стояла перед музыкантами, и мастерство, с которым они подошли к её решению. Всю свою карьеру группа воспевала любовь как конфликт, войну между мужчиной и женщиной. Философия «Победитель забирает всё» делала воссоединение двух разведённых пар невозможным. Сейчас же, когда оно всё же произошло, журналист чувствует, что (даже спустя 40 лет после последних записей) новый альбом наполнен напряжением и облегчением от с трудом достигнутого перемирия, и удивляется, с какой честностью артисты пережили травмы и победы своего прошлого на Voyage. С ней солидарен Роб Шеффилд из Rolling Stone: «Voyage — это трагическая драма, это целый альбом, сплошь состоящий из „The Winner Takes It All“ безо всяких „Mamma Mia“ или „Take a Chance on Me“». Однако вместе с тем он преклоняется перед тем, что все четыре оригинальных члена великой поп-группы вернулись переполненными музыкальной жизненной силой.
Негативно настроенные критики ставили в вину пластинке преимущественно те же самые факторы. Джуд Роджерс в своём обзоре «Не благодарим за музыку» для The Guardian пришла к выводам, что, вместо критической оценки своего прошлого, группа безнадёжно застряла в нём. Фольклорные кельтские мотивы в «When You Danced with Me» вызывают у Роджерс не ностальгию, а лёгкую тошноту. Рождественская «Little Things» была названа преступлением против чувств здравомыслия и сентиментальности. Критик заключает, что шведскому квартету следовало ограничиться выпуском двух первых сентябрьских синглов, к которым отнеслась довольно тепло. Такой же точки зрения придерживается Свен Кабелиц из немецкого портала Laut.de. Уже третий сингл, «Just a Notion», считает он, отстаёт от двух первых, хотя, будучи ауттейком 1970-х, на фоне всего остального материала выглядит гениально. Автор полагает, что в концертную программу грядущих выступлений попадёт от силы пара новых треков, и что Voyage больше напоминает возвращение в отчий дом, где очень уютно, но уже через десять минут ты снова понимаешь, почему ты тогда переехал.
В развернувшейся полемике неоднократно была высказана точка зрения, что в период пика карьеры шведского квартета, где «в лучших песнях каждая секунда — золото», многие треки альбома просто не прошли бы собственный контроль качества. Музыка критиковалась за недостаток ощущения лёгкости, победного ликования и веселья (даже в самых динамичных треках), которое столь непринуждённо достигалось в раннем творчестве. Считалось, что основной сюжет многих композиций Voyage о надежде и возвращении используется слишком часто и успевает наскучить. Музыкантам ставили в упрёк, что ввиду явного дефицита качественного нового материала и при наличии обширной базы нереализованного, они почти не воспользовались им, ограничившись только доработкой «Just a Notion», и проигнорировали такие востребованные заготовки, как «Just Like That».
«Voyage — это успокаивающе знакомая смесь ясных чувств, возмутительной музыкальности и абсолютного безразличия к моде. Как и большая часть бэк-каталога ABBA, эти песни могут показаться никчёмными при первом прослушивании, но вас затянет мелодический шарм Бенни Андерссона».
Защитники альбома апеллировали к тому, что ожидание, усугублённое нереальными представлениями, исказит общее впечатление от Voyage. Не все десять песен одинаково успешны, в нём нет десяти песен уровня «Don’t Shut Me Down», но это нормально, потому что в Super Trouper не было десяти песен уровня «The Winner Takes It All». Даже если бы ABBA вернулись с иррационально совершённой песней калибра «SOS», всё равно она была бы не сопоставима по силе эмоционального воздействия с девятнадцатью треками ABBA Gold. С учётом сорокалетнего гандикапа канонических композиций такие сравнения бессмысленны и некорректны. Эта категория критиков видит самой важной миссией альбома создание любящего завершения истории ABBA, забыв о внутреннем горе и противоречиях группы, достойной заключительной главы вместо тихого затухания 1982 года.

## Коммерческие показатели
За первые 24 часа после анонса Voyage только в Великобритании число предварительных заказов превысило 40 000 экземпляров. В дальнейшем это число только увеличивалось, достигнув к моменту публикации 120 000 штук, что стало новым рекордом для Universal Music UK в категории предзаказов. Таким образом, диск был обречён на значительный коммерческий успех, ещё даже не появившись на прилавках магазинов. Спрос на концертные билеты в первые дни был столь высок, что сайт по их продаже периодически отключался из-за наплыва посетителей.
В первую же неделю после своего выхода Voyage продолжил рекордную тенденцию. Пластинка оказалась на вершине хит-парадов Австралии, Австрии, обоих регионов Бельгии, Великобритании, Германии, Греции, Дании, Ирландии, Исландии, Нидерландов, Новой Зеландии, Норвегии, Португалии, Франции, Финляндии, Чехии, Швейцарии, Швеции, Шотландии.
Уровень продаж за первых семь дней в Соединённом Королевстве составил 204 000 штук, при 90 % (или 180 000 штук) продажах на физических носителях. Это стало самым крупным успехом со времён альбома
÷ Эда Ширана 2017 года и сделало лонгплей наиболее раскупаемым в 2021 году, а категории виниловых грампластинок — наиболее раскупаемым в XXI веке. Также это был десятый по счёту «альбом номер 1» для шведского коллектива в Великобритании и первый возврат на первую строчку британского рейтинга с момента троекратного присутствия там сборника ABBA Gold (1992, 1999 и 2008 годы), который произошёл 40 лет спустя после аналогичного успеха предыдущего студийника The Visitors.
Не меньшее достижение ждало группу в Германии, где новинка от ABBA также дебютировала под номером один в хит-параде альбомов с показателем в более чем 200 000 проданных экземпляров. За первую неделю она была продана в большем количестве, чем вся остальная часть горячей сотни хит-парада альбомов вместе взятая, а также достигла верхней строчки итогового рейтинга, составляемого по результатам календарного года, позволив ей сходу получить платиновую сертификацию. В Нидерландах диск стал платиновым в первый же день продаж.
Песни альбома были доступны для индивидуального скачивания, таким образом, 12 ноября 2021 года на родине ансамбля в хит-параде синглов синхронно расположились все 10 композиций диска, заняв места с 7 по 30. Подобное признание произошло и на британском рынке. С той лишь разницей, что половина из десяти песен лонгплея побывали в UK Singles Chart, а вторая — в UK Singles Downloads Chart. Ещё в трёх странах (Германия, Нидерланды, Швейцария) в хит-парадах отметилось по 4 трека. Всего же в поддержку к Voyage было выпущено четыре сингла: «I Still Have Faith in You», «Don’t Shut Me Down» и «Just a Notion» предваряли появление новой пластинки, а «Little Things» вышел после её поступления в продажу, незадолго начала католических рождественских праздников. Из них наибольшего успеха по всем показателям добился «Don’t Shut Me Down». В семи странах ему удалось войти в первую десятку, ещё в двух он возглавлял национальные рейтинги.
| Песни альбома в хит-парадах                          | Песни альбома в хит-парадах    | Песни альбома в хит-парадах    | Песни альбома в хит-парадах    | Песни альбома в хит-парадах    | Песни альбома в хит-парадах    | Песни альбома в хит-парадах    | Песни альбома в хит-парадах    | Песни альбома в хит-парадах    | Песни альбома в хит-парадах    | Песни альбома в хит-парадах    | Песни альбома в хит-парадах    | Песни альбома в хит-парадах    | Песни альбома в хит-парадах    | Песни альбома в хит-парадах    | Песни альбома в хит-парадах |
| Название песни                                       | Наивысшая позиция в хит-параде | Наивысшая позиция в хит-параде | Наивысшая позиция в хит-параде | Наивысшая позиция в хит-параде | Наивысшая позиция в хит-параде | Наивысшая позиция в хит-параде | Наивысшая позиция в хит-параде | Наивысшая позиция в хит-параде | Наивысшая позиция в хит-параде | Наивысшая позиция в хит-параде | Наивысшая позиция в хит-параде | Наивысшая позиция в хит-параде | Наивысшая позиция в хит-параде | Наивысшая позиция в хит-параде |                             |
| Название песни                                       | АВС                            | АВТ                            | БЕЛ                            | БЕЛ                            | ВЕЛ                            | ГЕР                            | ДАН                            | ИРЛ                            | НИД                            | НОЗ                            | НОР                            | ФИН                            | ШВА                            | ШВЕ                            |                             |
| Название песни                                       | АВС                            | АВТ                            | ВАЛ                            | ФЛА                            | ВЕЛ                            | ГЕР                            | ДАН                            | ИРЛ                            | НИД                            | НОЗ                            | НОР                            | ФИН                            | ШВА                            | ШВЕ                            |                             |
| ---------------------------------------------------- | ------------------------------ | ------------------------------ | ------------------------------ | ------------------------------ | ------------------------------ | ------------------------------ | ------------------------------ | ------------------------------ | ------------------------------ | ------------------------------ | ------------------------------ | ------------------------------ | ------------------------------ | ------------------------------ | --------------------------- |
| «I Still Have Faith in You»                          | 39                             | 19                             | —                              | 24                             | 14                             | 3                              | 17                             | 18                             | 21                             | 6                              | 13                             | 7                              | 6                              | 2                              |                             |
| «When You Danced with Me»                            | —                              | —                              | —                              | —                              | 67                             | —                              | —                              | 43                             | 67                             | —                              | —                              | —                              | 34                             | 8                              |                             |
| «Little Things»                                      | —                              | —                              | —                              | —                              | 61                             | 42                             | —                              | —                              | —                              | —                              | —                              | —                              | —                              | 20                             |                             |
| «Don’t Shut Me Down»                                 | 27                             | 14                             | 44                             | 9                              | 9                              | 5                              | 7                              | 12                             | 18                             | 31                             | 7                              | 3                              | 1                              | 1                              |                             |
| «Just a Notion»                                      | —                              | —                              | —                              | —                              | 59                             | 36                             | —                              | —                              | 73                             | —                              | —                              | —                              | 60                             | 22                             |                             |
| «I Can Be That Woman»                                | —                              | —                              | —                              | —                              | —                              | —                              | —                              | —                              | —                              | —                              | —                              | —                              | —                              | 23                             |                             |
| «Keep an Eye on Dan»                                 | —                              | —                              | —                              | —                              | —                              | —                              | —                              | —                              | —                              | —                              | —                              | —                              | —                              | 19                             |                             |
| «Bumblebee»                                          | —                              | —                              | —                              | —                              | —                              | —                              | —                              | —                              | —                              | —                              | —                              | —                              | —                              | 25                             |                             |
| «No Doubt About It»                                  | —                              | —                              | —                              | —                              | —                              | —                              | —                              | —                              | —                              | —                              | —                              | —                              | —                              | 29                             |                             |
| «Ode to Freedom»                                     | —                              | —                              | —                              | —                              | —                              | —                              | —                              | —                              | —                              | —                              | —                              | —                              | —                              | 30                             |                             |
| Символ «—» означает, что сингл не попал в хит-парад. |                                |                                |                                |                                |                                |                                |                                |                                |                                |                                |                                |                                |                                |                                |                             |

### Итоговая аналитика
В еженедельных хит-парадах, в части завоевания высоких строчек, ABBA добилась впечатляющих результатов. Никогда до этого группа не покоряла одновременно столько вершин национальных рейтингов. Ни со своими студийными альбомами, ни со сборниками. Это особенно заметно на рынках, где музыка ансамбля так высоко не котировалась исторически: например, в США наивысшим достижением до сих пор было 14-е место для студийного лонгплея The Album, и даже один из самых продаваемых релизов современности, сборник ABBA Gold: Greatest Hits, в Billboard 200 поднялся только до 25-й строки. В то же время стоит заметить, что средняя продолжительность пребывания пластинки в хит-параде была весьма невысокой, даже в родной Швеции Voyage в Sverigetopplistan продержался всего 11 недель.
По итогам календарного года новая работа квартета лидировала по уровню продаж сразу в четырёх европейских странах и во Фламандском регионе Бельгии, ещё в нескольких она вошла в первую десятку. С большим отрывом она победила в Германии, став к концу года двукратно платиновой. В Великобритании запись заняла третье место по общим показателям, при этом по чистым продажам она уступила лидерство только новому диску Адель.

## Награды и номинации
В 2022 году, на 64-й церемонии «Грэмми», ABBA получили свою первую номинацию — за песню «I Still Have Faith in You» в категории «Запись года». На 65-й церемонии «Грэмми», альбом получил номинацию в категориях «Лучший альбом года» и «Лучший вокальный поп-альбом», а песня «Don’t Shut Me Down» — в категориях «Запись года» и «Лучшее поп-исполнение дуэтом или группой».

## Список композиций
Слова и музыка всех песен — Бенни Андерссон, Бьорн Ульвеус.
| №                   | Название                    | Видеоклип           | Длительность |
| ------------------- | --------------------------- | ------------------- | ------------ |
| 1.                  | «I Still Have Faith in You» |                     | 5:09         |
| 2.                  | «When You Danced with Me»   |                     | 2:50         |
| 3.                  | «Little Things»             |                     | 3:08         |
| 4.                  | «Don’t Shut Me Down»        |                     | 3:56         |
| 5.                  | «Just a Notion»             |                     | 3:31         |
| 6.                  | «I Can Be That Woman»       |                     | 4:01         |
| 7.                  | «Keep an Eye on Dan»        |                     | 4:05         |
| 8.                  | «Bumblebee»                 |                     | 3:57         |
| 9.                  | «No Doubt About It»         |                     | 2:56         |
| 10.                 | «Ode to Freedom»            |                     | 3:32         |
| Общая длительность: | Общая длительность:         | Общая длительность: | 37:03        |

## Участники записи
Сведения о принимавших участие в записи приведены по материалам электронной базы данных Discogs.
ABBA
- Агнета Фальтског — вокал (ведущий вокал в песнях 4, 6, 7)
- Анни-Фрид Лингстад — вокал (ведущий вокал в песнях 1, 8, 9)
- Бенни Андерссон — вокал, пианино, синтезатор
- Бьорн Ульвеус — вокал

| Приглашённые музыканты вокальная секция: - детский хор международной стокгольмской школы инструментальная секция: - Ян Бенгтсон — баритон-саксофон, флейта - Матс Энглунд — бас-гитара (песня 6) - Пер Гребакен — кларнет, тенор-саксофон - Пер Линдвалль — ударные инструменты - Лассе Йонссон — гитара - Лассе Велландер — гитара - Маргарита Бенгтсон — арфа - Йоран Арнберг — дирижёр Стокгольмского концертного оркестра | Технический персонал - Бенни Андерссон — аранжировки, сведение, продюсер - Бьорн Ульвеус — сопродюсер - Йорель Хансер — координатор - Бейли Уолш — дизайн - Бернард Лёр — звукорежиссёр, сведение, программирование - Линн Фияль — звукорежиссёр - Вильма Коллинг — звукорежиссёр - Бьорн Энгельман — мастеринг - Кимберли Акестер — музыкальный руководитель детского хора международной стокгольмской школы - Аннели Томпсон — музыкальный ассистент детского хора международной стокгольмской школы |

## Чарты
| Чарт (2021—2022)                                    | Высшая позиция |
| --------------------------------------------------- | -------------- |
| Австралия (ARIA)                                    | 1              |
| Австрия (Ö3 Austria)                                | 1              |
| Бельгия/Валлония (Ultratop)                         | 1              |
| Бельгия/Фландрия (Ultratop)                         | 1              |
| Великобритания (UK Albums Chart)                    | 1              |
| Великобритания (UK Digital Albums Chart)            | 1              |
| Великобритания (UK Physical Albums Chart)           | 1              |
| Великобритания (UK Albums Streaming Chart)          | 3              |
| Великобритания (UK Vinyl Albums Chart)              | 1              |
| Венгрия (MAHASZ)                                    | 3              |
| Германия (Offizielle Top 100)                       | 1              |
| Германия (Top 20 Vinyl-Charts)                      | 1              |
| Греция (IFPI Greece)                                | 1              |
| Дания (Hitlisten)                                   | 1              |
| Ирландия (Irish Albums Chart)                       | 1              |
| Исландия (FHF)                                      | 1              |
| Испания (PROMUSICAE)                                | 2              |
| Италия (FIMI)                                       | 6              |
| Италия (Classifica vinili)                          | 3              |
| Канада (Canadian Albums Chart)                      | 2              |
| Литва (AGATA)                                       | 23             |
| Нидерланды (Album Top 100)                          | 1              |
| Нидерланды (Vinyl 33)                               | 1              |
| Новая Зеландия (RMNZ)                               | 1              |
| Норвегия (VG-lista)                                 | 1              |
| Польша (ZPAV)                                       | 2              |
| Португалия (AFP)                                    | 1              |
| Словакия (ČNS IFPI)                                 | 2              |
| США (Billboard 200)                                 | 2              |
| США (Billboard Top Album Sales)                     | 1              |
| США (Billboard Top Current Album Sales)             | 1              |
| США (Billboard Top Tastemaker Albums)               | 2              |
| США (Billboard Vinyl Albums)                        | 1              |
| Финляндия (Suomen virallinen lista)                 | 1              |
| Финляндия (Fyysinen albumilista)                    | 1              |
| Франция (SNEP)                                      | 1              |
| Франция (Top Albums Physiques)                      | 1              |
| Хорватия (HDU)                                      | 2              |
| Чехия (ČNS IFPI)                                    | 1              |
| Швейцария (Schweizer Hitparade)                     | 1              |
| Швейцария (Vinyl Charts Top 10)                     | 1              |
| Швейцария/Романдия (GfK)                            | 1              |
| Швеция (Sverigetopplistan)                          | 1              |
| Швеция (Veckolista Vinyl)                           | 1              |
| Шотландия (Scottish Albums Chart)                   | 1              |
| Япония (Billboard Japan)                            | 4              |
| Япония (Oricon)                                     | 4              |
| Япония (Oricon) · Voyage + ABBA Gold: Greatest Hits | 16             |

| Чарт (2021)                             | Позиция |
| --------------------------------------- | ------- |
| Австралия (ARIA)                        | 10      |
| Австрия (Ö3 Austria)                    | 1       |
| Бельгия/Валлония (Ultratop)             | 3       |
| Бельгия/Фландрия (Ultratop)             | 1       |
| Великобритания (UK Albums)              | 3       |
| Венгрия (MAHASZ)                        | 26      |
| Германия (Offizielle Top 100)           | 1       |
| Дания (Hitlisten)                       | 12      |
| Ирландия (IRMA)                         | 9       |
| Испания (PROMUSICAE)                    | 68      |
| Нидерланды (Album Top 100)              | 4       |
| Польша (ZPAV)                           | 43      |
| Франция (SNEP)                          | 31      |
| Швейцария (Schweizer Hitparade)         | 1       |
| Швеция (Sverigetopplistan)              | 1       |
| Чарт (2022)                             | Позиция |
| Австрия (Ö3 Austria)                    | 61      |
| Германия (Offizielle Top 100)           | 3       |
| США (Billboard Top Current Album Sales) | 23      |
| Швейцария (Schweizer Hitparade)         | 13      |

## Сертификации и продажи
| Регион                                                                      | Сертификация  | Продажи   |
| --------------------------------------------------------------------------- | ------------- | --------- |
| Австралия (ARIA)                                                            | Золотой       | 35 000    |
| Австрия (IFPI Austria)                                                      | 2× Платиновый | 30 000    |
| Бельгия (BEA)                                                               | Платиновый    | 20 000    |
| Дания (IFPI Danmark)                                                        | Платиновый    | 20 000    |
| Франция (SNEP)                                                              | Платиновый    | 100 000   |
| Германия (BVMI)                                                             | 2× Платиновый | 400,000   |
| Япония                                                                      | —             | 25,839    |
| Нидерланды                                                                  | —             | 40,000    |
| Польша (ZPAV)                                                               | Золотой       | 10 000    |
| Швеция (GLF)                                                                | 2× Платиновый | 60 000    |
| Великобритания (BPI)                                                        | Платиновый    | 474,955   |
| США                                                                         | —             | 218,000   |
| Итого                                                                       |               |           |
| Мир                                                                         | —             | 2,500,000 |
| Данные о продажах + прослушиваниях приведены только на основе сертификации. |               |           |

## История релиза
| Регион | Дата          | Формат                                       | Издание                                | Лейбл       | Ист.    |
| ------ | ------------- | -------------------------------------------- | -------------------------------------- | ----------- | ------- |
| Мир    | 5 ноября 2021 | CD, кассета, LP, цифровая загрузка, стриминг | Стандартное                            | Polar Music | [ 77 ]  |
| Япония | 5 ноября 2021 | 2×CD                                         | Стандартное + ABBA Gold: Greatest Hits | Universal   | [ 217 ] |
| Япония | 5 ноября 2021 | CD + DVD                                     | Стандартное + The Essential Collection | Universal   | [ 218 ] |
| Япония | 5 ноября 2021 | CD + 2 DVDs                                  | Стандартное + ABBA in Japan            | Universal   | [ 219 ] |

## Комментарии и примечания
Комментарии
1. ↑  За исключением частей «Just a Notion», записанных в 1978 году[1].
2. ↑  Кабинам были присвоены имена людей, оставивших значительный след в истории ABBA: Йорель Хансер[англ.], Стига Андерсона, Майкла Третова, Рутгера Гуннарссона, Олы Брункерта и др[85].
3. ↑  Своеобразная отсылка к песне группы «Thank You for the Music».
4. ↑  Бенни Андерссон обосновывал это невозможностью гармоничной стыковки куплета с припевом «Just Like That»[91].
5. ↑  «When You Danced with Me» не попал в хит-парад NZ Top 40 Singles Chart, но достиг 27-го места в хит-параде NZ Hot Singles Chart[129].
6. ↑  «Little Things» не попал в хит-парад NZ Top 40 Singles Chart, но достиг 37-го места в хит-параде NZ Hot Singles Chart[129].
7. ↑  «Just a Notion» не попал в хит-парад NZ Top 40 Singles Chart, но достиг 27-го места в хит-параде NZ Hot Singles Chart[130].
8. ↑  «I Can Be That Woman» не попал в хит-парад UK Singles Chart, но достиг 48-го места в хит-параде UK Singles Downloads Chart[118].
9. ↑  «Keep an Eye on Dan» не попал в хит-парад UK Singles Chart, но достиг 88-го места в хит-параде UK Singles Downloads Chart[118].
10. ↑  «Bumblebee» не попал в хит-парад UK Singles Chart, но достиг 85-го места в хит-параде UK Singles Downloads Chart[118].
11. ↑  «No Doubt About It» не попал в хит-парад UK Singles Chart, но достиг 69-го места в хит-параде UK Singles Downloads Chart[118].
12. ↑  «Ode to Freedom» не попал в хит-парад UK Singles Chart, но достиг 81-го места в хит-параде UK Singles Downloads Chart[118].

Примечания
1. ↑  Lars Brandle. ABBA Unleashes 'Ridiculously Happy' Song 'Just a Notion': Stream It Now (англ.). Billboard (22 октября 2021). Дата обращения: 5 ноября 2021. Архивировано 25 октября 2021 года.
2. 1 2 3  Melissa Ruggieri. ABBA’s new (and final) album is finally here: Is 'Voyage' any good? (англ.). USA Today. Yahoo! News (5 ноября 2021). Дата обращения: 5 ноября 2021. Архивировано 5 ноября 2021 года.
3. ↑  Toyin Owoseje. ABBA are back with their first album in 40 years, but is it a Super Trouper or an SOS? (англ.). CNN (5 ноября 2021). Дата обращения: 5 ноября 2021. Архивировано 10 ноября 2021 года.
4. 1 2 3 4 5  Barry Divola[англ.]. Is ABBA’s comeback album Voyage worth the trip? (англ.). theage.com.au. The Age (4 ноября 2021). Дата обращения: 7 ноября 2021. Архивировано 6 ноября 2021 года.
5. 1 2 3 4 5  Alexander van Eenennaam. Nieuw album ABBA is gelijk platinum: 'Gebeurde voor het laatst bij Marco Borsato’ (нидерл.). Algemeen Dagblad[нидерл.]. PCM Uitgevers NV (5 ноября 2021). Дата обращения: 14 ноября 2021. Архивировано 13 ноября 2021 года.
6. 1 2  Stephen Thomas Erlewine. ABBA — Voyage review (англ.). AllMusic. Netaktion LLC (5 ноября 2021). Дата обращения: 5 ноября 2021. Архивировано 6 октября 2021 года.
7. 1 2 3 4 5 6 7 8 9  Tim Cumming. Album: ABBA — Voyage (англ.). theartsdesk.com. The Arts Desk Ltd. (5 ноября 2021). Дата обращения: 14 ноября 2021. Архивировано 10 ноября 2021 года.
8. 1 2 3 4  Darren Styles. ABBA Voyage Review: 'A Glorious Climax to the Soundtrack of Our Lives' (англ.). attitude.co.uk. Attitude (5 ноября 2021). Дата обращения: 5 ноября 2021. Архивировано 10 ноября 2021 года.
9. ↑  Robin Murray. ABBA — Voyage. A frustratingly slight piece of fan service… (англ.). clashmusic.com. Clash (5 ноября 2021). Дата обращения: 7 ноября 2021. Архивировано 5 ноября 2021 года.
10. 1 2 3  Ian Wade. ABBA Voyage — New album review (англ.). classicpopmag.com. Classic Pop[англ.] (5 ноября 2021). Дата обращения: 7 ноября 2021. Архивировано 5 ноября 2021 года.
11. 1 2 3 4 5 6  Adrian Thrills. Super, Troupers! After 40 years, the Swedish pop legends' new album is out. And yes, it's Abba-solutely fab, writes Adrian Thrills (англ.). dailymail.co.uk. Daily Mail (5 ноября 2021). Дата обращения: 14 ноября 2021. Архивировано 8 ноября 2021 года.
12. 1 2 3  Tom Bryant. ABBA’s Voyage album review: 'The band rise to the task with immeasurable ease' (англ.). mirror.co.uk. Daily Mirror (5 ноября 2021). Дата обращения: 10 ноября 2021. Архивировано 7 ноября 2021 года.
13. 1 2 3  David Smyth. ABBA — Voyage review: Not the songs you’ll be clamouring for when those hologram gigs start (англ.). standard.co.uk. Evening Standard (5 ноября 2021). Дата обращения: 7 ноября 2021. Архивировано 5 ноября 2021 года.
14. 1 2 3 4 5 6 7 8  Jude Rogers[англ.]. ABBA: Voyage review — no thank you for the music (англ.). theguardian.com. The Guardian (4 ноября 2021). Дата обращения: 5 ноября 2021. Архивировано 5 ноября 2021 года.
15. 1 2  Kitty Empire[англ.]. Abba: Voyage review — full-on and frothy (англ.). theguardian.com. The Guardian (6 ноября 2021). Дата обращения: 5 ноября 2021. Архивировано 7 ноября 2021 года.
16. 1 2  Aleksi Kinnunen. Abban 40 vuoden tauon katkaiseva paluulevy on pettymys hienojen singlejen jälkeen — kokonaisuus on siirappisen sievistelevä ja laahaava (фин.). Helsingin Sanomat. Sanoma Media Finland (5 ноября 2021). Дата обращения: 14 ноября 2021. Архивировано 10 ноября 2021 года.
17. 1 2  Helen Brown. ABBA, Voyage review: A smorgasbord of schmaltz and stompers (англ.). The Independent (5 ноября 2021). Дата обращения: 5 ноября 2021. Архивировано 5 ноября 2021 года.
18. 1 2 3  Алексей Мажаев. Рецензия: ABBA — «Voyage». InterMedia (9 ноября 2021). Дата обращения: 17 ноября 2021. Архивировано 9 ноября 2021 года.
19. 1 2  Louise Bruton. ABBA: Voyage — Exquisitely familiar songs from one of the greatest groups of all time (англ.). irishtimes.com. The Irish Times (5 ноября 2021). Дата обращения: 7 ноября 2021. Архивировано 6 ноября 2021 года.
20. 1 2  Sven Kabelitz. Gar nicht mal so Sup-p-per Troup-p-per. ABBA: Voyage (нем.). laut.de (5 ноября 2021). Дата обращения: 7 ноября 2021. Архивировано 6 ноября 2021 года.
21. 1 2 3  Kieran Macadie. After a 40-year absence, ABBA still ignite pure disco pleasure on fun nostalgia trip Voyage (англ.). thelineofbestfit.com. The Line of Best Fit (5 ноября 2021). Дата обращения: 7 ноября 2021. Архивировано 5 ноября 2021 года.
22. ↑  Abba: Voyage (англ.) // Mojo : magazine. — 2022. — 4 January (no. 338). — P. 84. — ISSN 1351-0193.
23. 1 2 3 4 5 6 7 8 9 10 11 12  Alex Jeffery. Album Reviews: ABBA — Voyage (англ.). musicomh.com. musicOMH (5 ноября 2021). Дата обращения: 5 ноября 2021. Архивировано 5 ноября 2021 года.
24. 1 2 3 4  Stephan Rehm Rozanes. Review: ABBA und „Voyage“ — ein würdevolles Schlusskapitel (нем.). Musikexpress[англ.] (5 ноября 2021). Дата обращения: 7 ноября 2021. Архивировано 5 ноября 2021 года.
25. ↑  Nick Levine. ABBA — ‘Voyage’ review: a pop nostalgia trip that’s worth taking (англ.). nme.com. NME (5 ноября 2021). Дата обращения: 5 ноября 2021. Архивировано 5 ноября 2021 года.
26. 1 2 3 4 5 6 7  Espen Borge. Abba er fortsatt ABBA! (норв.). NRK. Opphavsrett NRK (5 ноября 2021). Дата обращения: 14 ноября 2021. Архивировано 12 ноября 2021 года.
27. 1 2 3 4 5  Ben Cardew. ABBA: Voyage (англ.). Pitchfork. Condé Nast (5 ноября 2021). Дата обращения: 5 ноября 2021. Архивировано 5 ноября 2021 года.
28. 1 2 3 4 5 6 7 8 9  John Garratt. ABBA’s ‘Voyage’ Is More Than Pretty Good (англ.). PopMatters (8 ноября 2011). Дата обращения: 10 ноября 2021. Архивировано 9 ноября 2021 года.
29. 1 2 3  Rob Sheffield. The First New ABBA Album in 40 Years Was Worth the Wait (англ.). Rolling Stone (5 ноября 2021). Дата обращения: 5 ноября 2021. Архивировано 5 ноября 2021 года.
30. 1 2 3 4 5 6 7  Alan Corr. ABBA: the return of the masters of Nordic noir (англ.). rte.ie (5 ноября 2021). Дата обращения: 7 ноября 2021. Архивировано 6 ноября 2021 года.
31. 1 2 3 4 5  Markus Hilden. Voyage on erittäin arvokas ja arvostettava julkaisu — arviossa Abban paluualbumi (фин.). Rumba[фин.]. Pop Media Oy[фин.] (5 ноября 2021). Дата обращения: 14 ноября 2021. Архивировано 5 ноября 2021 года.
32. 1 2  Asko Alanen[фин.]. Arviossa Abban huippuodotettu Voyage-paluulevy: lunastaako popjätti valtavat odotukset? (фин.). Soundi[фин.]. Pop Media Oy[фин.] (5 ноября 2021). Дата обращения: 14 ноября 2021. Архивировано 7 ноября 2021 года.
33. 1 2 3 4 5 6 7 8 9 10  Paul Sinclair. ABBA’s Voyage: track-by-track review (англ.). superdeluxeedition.com (5 ноября 2021). Дата обращения: 11 ноября 2021. Архивировано 8 ноября 2021 года.
34. 1 2  Neil McCormick. Voyage, review: ABBA’s new album contains nothing to match their greatest hits (англ.). The Telegraph (5 ноября 2021). Дата обращения: 5 ноября 2021. Архивировано 5 ноября 2021 года.
35. 1 2 3  Ed Potton. ABBA: Voyage review — we still have faith in you (англ.). The Times (5 ноября 2021). Дата обращения: 5 ноября 2021. Архивировано 7 ноября 2021 года.
36. 1 2 3 4  Gary Graff. ABBA, ‘Voyage': Album Review (англ.). Ultimate Classic Rock (5 ноября 2021). Дата обращения: 28 января 2022. Архивировано 22 января 2022 года.
37. 1 2 3 4 5 6 7 8 9 10  Jem Aswad. ABBA Return, More ABBA-Esque Than Ever, With ‘Voyage’: Album Review (англ.). Variety (5 ноября 2021). Дата обращения: 10 ноября 2021. Архивировано 8 ноября 2021 года.
38. ↑  Gijsbert Kamer[нидерл.]. Zeventigers Björn, Benny, Agnetha en Anni-Frid maken met Voyage een onmiskenbare Abba-plaat (нидерл.). de Volkskrant. PCM Uitgevers NV (4 ноября 2021). Дата обращения: 14 ноября 2021. Архивировано 10 ноября 2021 года.
39. 1 2 3 4 5 6  Артём Макарский. Ненужный опыт: Макарский — о новом альбоме ABBA как лишней точке в великой истории. Афиша Daily. ООО «Компания Афиша» (5 ноября 2021). Дата обращения: 10 января 2022. Архивировано 9 января 2022 года.
40. ↑  I Still Have Faith in You (CD Single) (англ.). shopmusicde.abbavoyage.com. Universal Music GmbH. Дата обращения: 23 января 2022. Архивировано 13 ноября 2021 года.
41. ↑  Don’t Shut Me Down (CD Single) (англ.). shopmusicde.abbavoyage.com. Universal Music GmbH. Дата обращения: 23 января 2022. Архивировано 13 ноября 2021 года.
42. ↑  Just a Notion (CD Single) (англ.). shopmusicde.abbavoyage.com. Universal Music GmbH. Дата обращения: 23 января 2022. Архивировано 13 ноября 2021 года.
43. ↑  Tom Skinner. ABBA announce new Christmas single 'Little Things' (англ.). NME (16 ноября 2021). Дата обращения: 17 ноября 2021. Архивировано 16 ноября 2021 года.
44. ↑  Little Things (CD Single) (англ.). shopmusicde.abbavoyage.com. Universal Music GmbH. Дата обращения: 23 января 2022. Архивировано 21 ноября 2021 года.
45. ↑  Abba - No Doubt About It (Radio Date: 11-02-2022). EarOne. Дата обращения: 23 февраля 2022. Архивировано 6 марта 2022 года.
46. ↑  Bronson, Fred. ABBA's Live 'Voyage' Show Is Doing Big Numbers in London: 'We've Sold 380,000 Tickets,' Benny Andersson Reveals. Variety (26 мая 2022). Дата обращения: 4 июня 2022. Архивировано 28 июня 2022 года.
47. ↑  Wünsch, Silke. ABBA launch new virtual concert in London. Deutsche Welle (25 мая 2022). Дата обращения: 4 июня 2022. Архивировано 26 июня 2022 года.
48. 1 2  Über 200.000 Alben verkauft: ABBA feiern Rekordstart und Mega-Comeback (нем.). Offizielle Deutsche Charts (12 ноября 2021). Дата обращения: 12 ноября 2021. Архивировано 12 ноября 2021 года.
49. ↑  Shannon McDonagh. Final Voyage: ABBA’s new album will be their new music (англ.). Euronews (28 октября 2021). Дата обращения: 1 ноября 2021. Архивировано 5 ноября 2021 года.
50. 1 2 3 4  Илья Кролевский. Шведская семья. Легендарная ABBA вернулась с первым за 40 лет альбомом. Зачем они это сделали? lenta.ru. ООО «Лента.Ру» (5 ноября 2021). Дата обращения: 5 ноября 2021. Архивировано 5 ноября 2021 года.
51. ↑  Leonie Cooper. ABBA’s Bjorn Ulvaeus says band will never reform (англ.). nme.com. NME (10 декабря 2014). Дата обращения: 5 ноября 2021. Архивировано 3 сентября 2021 года.
52. ↑  Leonie Cooper. ABBA’s Bjorn Ulvaeus Discusses New Photo Book, Writes Off Reunion: You’ll Never See Us Onstage Again (англ.). billboard.com. Billboard (12 сентября 2014). Дата обращения: 5 ноября 2021. Архивировано 3 сентября 2021 года.
53. ↑  Emma Hjortman. ABBA together on stage again (англ.). expressen.se. Expressen (6 июня 2016). Дата обращения: 5 ноября 2021. Архивировано 23 сентября 2021 года.
54. ↑  Марина Максимова. Ещё один Voyage: группа ABBA объявила о воссоединении (англ.). rt.com. RT (2 сентября 2021). Дата обращения: 9 ноября 2021. Архивировано 7 ноября 2021 года.
55. 1 2 3 4  Ben Beaumont-Thomas, Mark Brown. ABBA reunite for Voyage, first new album in 40 years (англ.). theguardian.com. The Guardian (2 сентября 2021). Дата обращения: 5 ноября 2021. Архивировано 3 ноября 2021 года.
56. 1 2 3 4 5 6 7 8 9 10 11 12 13  The ABBA Voyage journey (англ.). icethesite.com. icethesite: Benny Andersson news site (5 ноября 2021). Дата обращения: 11 ноября 2021. Архивировано 5 ноября 2021 года.
57. 1 2  Digital ABBA (англ.). abbasite.com. Polar Music International AB (26 октября 2016). Дата обращения: 10 ноября 2021. Архивировано 21 октября 2020 года.
58. 1 2 3  Rob Copsey. ABBA’s Bjorn Ulvaeus updates fans on when to expect new music from the group (англ.). The Official Charts Company (3 апреля 2019). Дата обращения: 10 ноября 2021. Архивировано 2 сентября 2021 года.
59. 1 2  Rob Copsey. ABBA’s new music is expected to be released in the second half of 2019 (англ.). The Official Charts Company (22 января 2019). Дата обращения: 10 ноября 2021. Архивировано 2 сентября 2021 года.
60. ↑  Alex Needham. ABBA announce first new songs for 35 years (англ.). theguardian.com. The Guardian (27 апреля 2018). Дата обращения: 5 ноября 2021. Архивировано 4 сентября 2021 года.
61. 1 2  Ben Beaumont-Thomas, Mark Brown. Mamma Mia! ABBA Make New Music After 35 Years (англ.). NDTV. Agence France-Presse (27 апреля 2018). Дата обращения: 5 ноября 2021. Архивировано 6 октября 2021 года.
62. ↑  A Message from ABBA (англ.). abbasite.com. Polar Music International AB (27 апреля 2018). Дата обращения: 11 ноября 2021. Архивировано 13 июня 2021 года.
63. ↑  Jack White. ABBA to release five new songs in 2021 (англ.). The Official Charts Company (21 июля 2020). Дата обращения: 11 ноября 2021. Архивировано 9 ноября 2021 года.
64. 1 2  Александр Кан. ABBA вернулась с новым альбомом "Voyage". Он первый за 40 лет! Би-Би-Си. Русская служба BBC News (5 ноября 2021). Дата обращения: 5 ноября 2021. Архивировано 5 ноября 2021 года.
65. ↑  Paul Sexton. ABBA Debut New Songs, Announce ‘Voyage’ Album and 2022 Digital Show (англ.). udiscovermusic.com. uDiscoverMusic (2 сентября 2021). Дата обращения: 22 ноября 2021. Архивировано 7 ноября 2021 года.
66. 1 2 3  Elisabeth Vincentelli[англ.]. After 40 Years, Abba Takes a Chance With Its Legacy (англ.). nytimes.com. New York Times (27 октября 2021). Дата обращения: 21 ноября 2021. Архивировано 18 ноября 2021 года.
67. ↑  Per Lindvall page (англ.). abbasite.com. Polar Music International AB. Дата обращения: 22 ноября 2021. Архивировано 26 февраля 2021 года.
68. ↑  Lasse Wellander page (англ.). abbasite.com. Polar Music International AB. Дата обращения: 22 ноября 2021. Архивировано 6 мая 2021 года.
69. ↑  Mark Savage. ABBA tease major announcement ahead of new music (англ.). BBC. BBC News Services (26 августа 2021). Дата обращения: 5 ноября 2021. Архивировано 5 ноября 2021 года.
70. ↑  Lois Mackenzie. ABBA Voyage: What we know about a 2022 ABBA tour (англ.). www.heraldscotland.com (27 августа 2021). Дата обращения: 5 ноября 2021. Архивировано 2 сентября 2021 года.
71. ↑  Louis Chilton. ABBA Voyage: Fans in frenzy as Benny and Bjorn arrive in London ahead of mystery announcement (англ.). The Independent (2 сентября 2021). Дата обращения: 5 ноября 2021. Архивировано 8 сентября 2021 года.
72. 1 2  Jack White. ABBA announce their first studio album of new material in 39 years Voyage and ground-breaking concert series (англ.). The Official Charts Company (2 сентября 2021). Дата обращения: 2 сентября 2021. Архивировано 2 сентября 2021 года.
73. ↑  George Griffiths. ABBA to release new song «Just a Notion» this Friday (англ.). The Official Charts Company (18 октября 2021). Дата обращения: 5 ноября 2021. Архивировано 30 октября 2021 года.
74. ↑  Tim Peacock. ABBA Share Exuberant New Song, ‘Just A Notion’ (англ.). uDiscoverMusic (22 октября 2021). Дата обращения: 5 ноября 2021. Архивировано 24 октября 2021 года.
75. ↑  Jack White. ABBA heading for first Official UK Top 10 singles in 40 years with I Still Have Faith In You and Don’t Shut Me Down (англ.). The Official Charts Company (5 сентября 2021). Дата обращения: 5 ноября 2021. Архивировано 8 октября 2021 года.
76. ↑  Группа ABBA выпустила альбом спустя 40 лет. lenta.ru (5 ноября 2021). Дата обращения: 5 ноября 2021. Архивировано 5 ноября 2021 года.
77. 1 2  Интернет-магазин официального сайта альбома (англ.). abbavoyage.com. Universal Music GmbH. Дата обращения: 21 ноября 2021. Архивировано 13 ноября 2021 года.
78. ↑  Борис Барабанов. Для тех, кому за ABBA. Шведская легенда бьёт рекорды. kommersant.ru (10 сентября 2021). Дата обращения: 5 ноября 2021. Архивировано 10 ноября 2021 года.
79. ↑  Nick Reilly. A ‘virtual’ ABBA tour is set to take place in 2019 (англ.). NME. NME Networks (12 сентября 2017). Дата обращения: 10 ноября 2021. Архивировано 25 октября 2021 года.
80. ↑  Isobel Lewis. ABBA to release five new songs in 2021 as reunion is delayed by pandemic (англ.). The Independent (22 июля 2020). Дата обращения: 10 ноября 2021. Архивировано 7 ноября 2021 года.
81. ↑  Madison Bloom. ABBA Announce First Album in 40 Years, Share New Songs: Listen (англ.). Pitchfork. Condé Nast (2 сентября 2021). Дата обращения: 10 ноября 2021. Архивировано 4 ноября 2021 года.
82. ↑  Hollie Geraghty. ABBA ‘Voyage’ residency to be extended to November 2023 (англ.). NME. NME Networks (17 ноября 2022). Дата обращения: 22 ноября 2022. Архивировано 18 ноября 2022 года.
83. ↑  График выступлений в июне 2022 года на сайте по продаже билетов на ABBA Voyage (англ.). ticketmaster.co.uk. Ticketmaster. Дата обращения: 5 сентября 2021. Архивировано 26 октября 2021 года.
84. 1 2  Официальный сайт альбома. Раздел ЧаВо (англ.). abbavoyage.com. Aniara Ltd. Дата обращения: 12 ноября 2021. Архивировано 23 октября 2021 года.
85. 1 2  Доступные виды билетов на шоу ABBA Voyage на сайте по продаже билетов (англ.). ticketmaster.co.uk. Ticketmaster. Дата обращения: 5 сентября 2021. Архивировано 10 ноября 2021 года.
86. ↑  C.M. Palm. The Real Story of ABBA. — 2001.
87. 1 2 3 4  Carl Wilson[англ.]. How ABBA Went From Rock’s Enemy to One of Our Most Influential Acts (англ.). Slate. The Slate Group, LLC[англ.] (5 ноября 2021). Дата обращения: 15 ноября 2021. Архивировано 14 ноября 2021 года.
88. ↑  Европейское издание сингла «Don’t Shut Me Down» в формате компакт-диска на сайте Discogs
89. 1 2  Pat King. An Introduction to the Glorious Hits of ABBA (англ.). Paste (5 ноября 2021). Дата обращения: 16 ноября 2021. Архивировано 15 ноября 2021 года.
90. ↑  Екатерина Каринина. Рецензия: ABBA — «Voyage». Выпустив первый новый альбом за 40 лет, шведские поп-титаны ABBA открыли ящик Пандоры. Звуки.ру (5 ноября 2021). Дата обращения: 21 ноября 2021. Архивировано 21 ноября 2021 года.
91. ↑  Benny Andersson about 'Just Like That' (англ.). abba videos. YouTube (22 октября 2021). Дата обращения: 21 ноября 2021. Архивировано 22 октября 2021 года.
92. ↑  Darren Styles. ABBA — ‘Voyage’ review: Marking journey’s end with a pop masterclass (англ.). Rolling Stone (5 ноября 2021). Дата обращения: 14 ноября 2021. Архивировано 11 ноября 2021 года.
93. ↑  Rob Copsey. Can ABBA claim the 2021 Christmas Number 1? Band reveal their new album Voyage includes a festive song (англ.). The Official Charts Company (4 сентября 2021). Дата обращения: 12 ноября 2021. Архивировано 1 ноября 2021 года.
94. ↑  ARIA Top 50 Albums for week of 15 November 2021 (англ.). ARIA Charts (12 ноября 2021). Дата обращения: 12 ноября 2021. Архивировано 12 ноября 2021 года.
95. 1 2  „Voyage“ Chart History (Ö3 Austria Top 40 Longplay (Albums) (нем.). austriancharts.at. Hung Medien (13 ноября 2021). Дата обращения: 17 ноября 2021. Архивировано 14 ноября 2021 года.
96. ↑  „Voyage“ Chart History (Ultratop 50 — Flanders) (нидерл.). ultratop.be. Hung Medien (13 ноября 2021). Дата обращения: 14 ноября 2021. Архивировано 13 ноября 2021 года.
97. 1 2 3  „Voyage“ Chart History (Ultratop 50 — Wallonia) (фр.). ultratop.be. Hung Medien (13 ноября 2021). Дата обращения: 14 ноября 2021. Архивировано 13 ноября 2021 года.
98. ↑  ABBA — Voyage: album overview (англ.). The Official Charts Company (12 ноября 2021). Дата обращения: 12 ноября 2021. Архивировано 12 ноября 2021 года.
99. 1 2 3  ABBA — Voyage: album overview (Offizielle Top 100) (нем.). Offizielle Deutsche Charts (12 ноября 2021). Дата обращения: 22 декабря 2021. Архивировано 16 декабря 2021 года.
100. 1 2  Official IFPI Charts — Top-75 Albums Sales Chart (Combined) — Week: 44/2021 (англ.). IFPI Greece. Дата обращения: 16 ноября 2021. Архивировано 22 ноября 2021 года.
101. ↑  „Voyage“ debut in Hitlisten (дат.). hitlisten.nu (7 ноября 2021). Дата обращения: 17 ноября 2021. Архивировано 16 ноября 2021 года.
102. ↑  „Voyage“ debut in Official Irish Albums Chart Top 50 (англ.). The Official Charts Company (12 ноября 2021). Дата обращения: 12 ноября 2021. Архивировано 12 ноября 2021 года.
103. 1 2  Tónlistinn (исл.). Félag hljómplötuframleiðanda. Дата обращения: 14 ноября 2021. Архивировано 14 ноября 2021 года.
104. 1 2 3  „Voyage“ Chart History (Dutch Album Top 100) (нидерл.). dutchcharts.nl. Hung Medien (12 ноября 2021). Дата обращения: 12 ноября 2021. Архивировано 11 октября 2021 года.
105. ↑  NZ Top 40 Albums for week of 15 November 2021 (англ.). Recorded Music New Zealand Limited (13 ноября 2021). Дата обращения: 12 ноября 2021. Архивировано 13 ноября 2021 года.
106. ↑  „Voyage“ debut in VG-lista (норв.). topplista.no. VG-lista (12 ноября 2021). Дата обращения: 12 ноября 2021. Архивировано 12 ноября 2021 года.
107. ↑  „Voyage“ Chart History (AFP) (англ.). portuguesecharts.com. Hung Medien (7 ноября 2021). Дата обращения: 18 ноября 2021. Архивировано 18 ноября 2021 года.
108. ↑  Top Albums — Semaine du 12 novembre 2021 (фр.). SNEP. Дата обращения: 15 ноября 2021. Архивировано 15 ноября 2021 года.
109. ↑  „Voyage“ debut in Suomen virallinen lista (фин.). ifpi.fi. Suomen virallinen lista (14 ноября 2021). Дата обращения: 14 ноября 2021. Архивировано 14 ноября 2021 года.
110. ↑  ABBA — Voyage (чеш.). ČNS IFPI. Дата обращения: 15 ноября 2021. Архивировано 15 ноября 2021 года.
111. ↑  „Voyage“ Chart History (Schweizer Hitparade) (нем.). swisscharts.com. Hung Medien (12 ноября 2021). Дата обращения: 14 ноября 2021. Архивировано 14 ноября 2021 года.
112. ↑  „Voyage“ debut in Sverigetopplistan (швед.). sverigetopplistan.se. Sverigetopplistan (12 ноября 2021). Дата обращения: 12 ноября 2021. Архивировано 12 ноября 2021 года.
113. ↑  „Voyage“ debut in Official Scottish Albums Chart Top 100 (англ.). The Official Charts Company (12 ноября 2021). Дата обращения: 12 ноября 2021. Архивировано 12 ноября 2021 года.
114. ↑  Helen Ainsley. ABBA soar to tenth Number 1 on the Official Albums Chart with Voyage: «We are absolutely over the moon» (англ.). The Official Charts Company (12 ноября 2021). Архивировано 12 ноября 2021 года.
115. ↑  Gold-/Platin-Datenbank (ABBA; 'Voyage') (нем.). Bundesverband Musikindustrie. Дата обращения: 20 ноября 2021. Архивировано 20 ноября 2021 года.
116. 1 2  ABBA summary (англ.). swedishcharts.com. Hung Medien. Дата обращения: 20 ноября 2021. Архивировано 20 ноября 2021 года.
117. 1 2  ABBA singles summary in Official Chart (англ.). The Official Charts Company. Дата обращения: 22 декабря 2021. Архивировано 11 декабря 2021 года.
118. 1 2 3 4 5 6  Official Singles Downloads Chart Top 100 (англ.). The Official Charts Company (12 ноября 2021). Дата обращения: 13 января 2022. Архивировано 12 ноября 2021 года.
119. 1 2  ABBA summary (нем.). hitparade.ch. Hung Medien. Дата обращения: 22 ноября 2021. Архивировано 14 ноября 2021 года.
120. ↑  Официальный сайт альбома (англ.). shopmusicde.abbavoyage.com. Universal Music GmbH. Дата обращения: 27 января 2022. Архивировано 27 января 2022 года.
121. ↑  ABBA — Don’t Shut Me Down: album overview (англ.). The Official Charts Company. Дата обращения: 27 января 2022. Архивировано 27 января 2022 года.
122. ↑  „Don’t Shut Me Down“ Chart History (Sverigetopplistan) (англ.). swedishcharts.com. Hung Medien. Дата обращения: 27 января 2022. Архивировано 5 ноября 2021 года.
123. ↑  „Voyage“ Chart History (ARIA Charts) (англ.). australian-charts.com. Hung Medien (24 ноября 2021). Дата обращения: 24 ноября 2021. Архивировано 19 ноября 2021 года.
124. ↑  „Voyage“ Chart History (Hitlisten Album Top-40) (англ.). danishcharts.dk. Hung Medien (24 ноября 2021). Дата обращения: 24 ноября 2021. Архивировано 18 ноября 2021 года.
125. ↑  Позиции синглов ABBA в хит-параде Ирландии: Поисковая база данных The Irish Charts (англ.). Irishcharts.ie. IRMA. — Для просмотра статистики требуется ввести в строку поиска название группы. Дата обращения: 24 ноября 2021. Архивировано 3 июня 2009 года.
  - «When You Danced with Me»: Official Irish Singles Chart Top 50 (англ.). The Official Charts Company (12 ноября 2021). Дата обращения: 13 января 2022. Архивировано 13 января 2022 года.
126. ↑  ABBA summary (англ.). charts.nz. Hung Medien. Дата обращения: 22 ноября 2021. Архивировано 7 октября 2021 года.
127. ↑  ABBA summary (англ.). norwegiancharts.com. Hung Medien. Дата обращения: 22 ноября 2021. Архивировано 5 октября 2021 года.
128. ↑  ABBA summary (англ.). finnishcharts.com. Hung Medien. Дата обращения: 22 ноября 2021. Архивировано 8 ноября 2021 года.
129. 1 2  NZ Hot Singles Chart (англ.). Recorded Music NZ (15 ноября 2021). Дата обращения: 13 января 2022. Архивировано 27 ноября 2021 года.
130. ↑  NZ Hot Singles Chart (англ.). Recorded Music NZ (1 ноября 2021). Дата обращения: 13 января 2022. Архивировано 30 октября 2021 года.
131. ↑  Keith Caulfield. ABBA Achieves Highest-Charting Album Ever on Billboard 200 With Debut of ‘Voyage’ (англ.). Billboard (14 ноября 2021). Дата обращения: 27 января 2022. Архивировано 21 января 2022 года.
132. ↑  ABBA Chart History (Billboard 200) (англ.). Billboard. Дата обращения: 22 января 2022. Архивировано 22 января 2022 года.
133. ↑  „Voyage“ Chart History (Sverigetopplistan) (англ.). swedishcharts.com. Hung Medien. Дата обращения: 22 января 2022. Архивировано 22 января 2022 года.
134. 1 2  Offizielle Deutsche Jahrescharts: «Wellerman» ist erfolgreichster Hit 2021, ABBA siegen bei den Alben (нем.). GfK Entertainment (10 декабря 2021). Дата обращения: 14 декабря 2021. Архивировано 10 декабря 2021 года.
135. 1 2  George Griffiths. The Official Top 40 biggest albums of 2021 (англ.). Official Charts Company (4 января 2022). Дата обращения: 6 января 2022. Архивировано 6 января 2022 года.
136. ↑  Talia Lee. ABBA nominated for first-ever Grammy for I Still Have Faith In You ... in milestone in Swedish band's 48-year history (англ.). Daily Mail (24 ноября 2021). Дата обращения: 22 ноября 2022. Архивировано 22 ноября 2022 года.
137. ↑  Talia Lee. 2023 Grammy Nominations: See The Complete Nominees List (англ.). Grammy Awards (15 ноября 2022). Дата обращения: 22 ноября 2022. Архивировано 16 ноября 2022 года.
138. 1 2  Voyage на сайте Discogs
139. ↑  ABBA — Voyage  (англ.). Australiancharts.com. Hung Medien.  Дата обращения: 18 ноября 2021.
140. ↑  ABBA — Voyage  (нем.). Austriancharts.at. Hung Medien.  Дата обращения: 24 ноября 2021.
141. ↑  ABBA — Voyage  (фр.). Ultratop.be. Hung Medien.  Дата обращения: 13 ноября 2021.
142. ↑  ABBA — Voyage  (нид.). Ultratop.be. Hung Medien.  Дата обращения: 13 ноября 2021.
143. ↑  Official Albums Chart Top 100  (англ.). The Official Charts Company.  Дата обращения: 13 ноября 2021.
144. ↑  Official Album Downloads Chart Top 100  (англ.). The Official Charts Company.  Дата обращения: 13 декабря 2022.
145. ↑  Official Physical Albums Chart Top 100 (англ.). The Official Charts Company. Дата обращения: 13 декабря 2022. Архивировано 28 октября 2022 года.
146. ↑  Official Albums Streaming Chart Top 100 (англ.). The Official Charts Company. Дата обращения: 13 декабря 2022. Архивировано 13 декабря 2022 года.
147. ↑  Official Vinyl Albums Chart Top 40 (англ.). The Official Charts Company. Дата обращения: 13 декабря 2022. Архивировано 13 декабря 2022 года.
148. ↑  2021/51. heti Album Top 40 slágerlista — Hivatalos magyar slágerlisták. Mahasz. Дата обращения: 7 января 2022.
149. ↑  ABBA — Voyage  (нем.). Offizielle Deutsche Charts.  Дата обращения: 13 ноября 2021.
150. ↑  Top 20 Vinyl-Charts (нем.). Offizielle Deutsche Charts. Дата обращения: 14 декабря 2022. Архивировано 14 декабря 2022 года.
151. ↑  ABBA — Voyage  (англ.). Danishcharts.com. Hung Medien.  Дата обращения: 18 ноября 2021.
152. ↑  Official Irish Albums Chart Top 50  (англ.). Official Charts Company.  Дата обращения: 13 ноября 2021.
153. ↑  ABBA — Voyage  (англ.). Spanishcharts.com. Hung Medien.  Дата обращения: 27 ноября 2021.
154. ↑  Album — Classifica settimanale WK 45 (dal 05.11.2021 al 11.11.2021) (итал.). Federazione Industria Musicale Italiana. Дата обращения: 13 ноября 2021. Архивировано 5 февраля 2019 года.
155. ↑  Classifica vinili settimanale WK 45 (dal 05.11.2021 al 11.11.2021) (итал.). FIMI. Дата обращения: 14 декабря 2022. Архивировано 18 марта 2020 года.
156. ↑  ABBA Chart History (Canadian Albums)  (англ.). Billboard.  Дата обращения: 16 ноября 2021.
157. ↑  2021 45-os savaitės klausomiausi (Top 100) (лит.). AGATA (12 ноября 2021). Дата обращения: 12 ноября 2021. Архивировано 12 ноября 2021 года.
158. ↑  ABBA — Voyage  (нид.). Dutchcharts.nl. Hung Medien.  Дата обращения: 13 ноября 2021.
159. ↑  Vinyl 33 (нидерл.). MegaCharts. Дата обращения: 14 декабря 2022. Архивировано 14 декабря 2022 года.
160. ↑  ABBA — Voyage  (англ.). Charts.org.nz. Hung Medien.  Дата обращения: 18 ноября 2021.
161. ↑  ABBA — Voyage  (англ.). Norwegiancharts.com. Hung Medien.  Дата обращения: 13 ноября 2021.
162. ↑  Oficjalna lista sprzedaży :: OLIS — Official Retail Sales Chart  (пол.). OLiS. Związek Producentów Audio-Video.  Дата обращения: 23 ноября 2021.
163. ↑  ABBA — Voyage  (англ.). Portuguesecharts.com. Hung Medien.  Дата обращения: 18 ноября 2021.
164. ↑  Hitparáda — SK — Albums — Top 100  (чешск.). ČNS IFPI.  Дата обращения: 15 ноября 2021.
165. ↑  ABBA Chart History (Billboard 200)  (англ.). Billboard.  Дата обращения: 16 ноября 2021.
166. ↑  Top Album Sales Chart (англ.). Billboard. Дата обращения: 16 ноября 2021. Архивировано 17 ноября 2021 года.
167. ↑  ABBA Chart History (Top Current Album Sales). Billboard.  Проверено 2022-12-13.
168. ↑  ABBA — Chart History Billboard Top Tastemaker Albums for ABBA.  Дата обращения: 13 декабря 2022.
169. ↑  ABBA — Chart History Billboard Vinyl Albums for ABBA.  Дата обращения: 16 ноября 2021.
170. ↑  ABBA: Voyage  (фин.). Musiikkituottajat – IFPI Finland.  Дата обращения: 18 ноября 2021.
171. ↑  Fyysinen albumilista 46/2021 (фин.). Suomen virallinen lista. Дата обращения: 14 декабря 2022. Архивировано 14 декабря 2022 года.
172. ↑  ABBA — Voyage  (фр.). Lescharts.com. Hung Medien.  Дата обращения: 12 ноября 2021.
173. ↑  Top Albums Physiques — Semaine du 12 novembre 2021 (фр.). SNEP. Дата обращения: 14 декабря 2022. Архивировано 14 декабря 2022 года.
174. ↑  Lista prodaje 45. tjedan 2021. (01.11.2021 — 07.11.2021) (хорв.). Hrvatska diskografska udruga. Дата обращения: 23 ноября 2021. Архивировано 15 ноября 2021 года.
175. ↑  Hitparáda — CZ — Albums — Top 100  (чешск.). ČNS IFPI.  Дата обращения: 15 ноября 2021.
176. ↑  ABBA — Voyage  (нем.). Swisscharts.com. Hung Medien.  Дата обращения: 14 ноября 2021.
177. ↑  Vinyl Top 10 — 14.11.2021 (нем.). Schweizer Hitparade. Дата обращения: 14 декабря 2022. Архивировано 14 декабря 2022 года.
178. ↑  ABBA — Voyage  (фр.). Lescharts.ch. Hung Medien.  Дата обращения: 18 ноября 2021.
179. ↑  ABBA — Voyage  (англ.). Swedishcharts.com. Hung Medien.  Дата обращения: 17 ноября 2021.
180. ↑  Veckolista Vinyl, vecka 45, 2021 (швед.). Sverigetopplistan. Дата обращения: 14 декабря 2022. Архивировано 14 декабря 2022 года.
181. ↑  Official Scottish Albums Chart Top 100  (англ.). The Official Charts Company.  Дата обращения: 13 ноября 2021.
182. ↑  Billboard Japan Hot Albums (яп.). Billboard Japan (10 ноября 2021). Дата обращения: 10 ноября 2021. Архивировано 10 ноября 2021 года.
183. ↑  Oricon Top 50 Albums  (яп.). Oricon.  Дата обращения: 10 ноября 2021.
184. ↑  Oricon Top 50 Albums  (яп.). Oricon.  Дата обращения: 10 ноября 2021.
185. ↑  ARIA Top 100 Albums for 2021 (англ.). Australian Recording Industry Association. Дата обращения: 13 января 2022. Архивировано 12 января 2022 года.
186. ↑  Ö3-Austria Top40 Longplay-Jahrescharts 2021 (нем.). Ö3 Austria Top 40. Дата обращения: 2 января 2022. Архивировано 1 января 2022 года.
187. ↑  Rapports Annuels 2021 (фр.). Ultratop. Дата обращения: 6 января 2022. Архивировано 4 января 2022 года.
188. ↑  Jaaroverzichten 2021 (нидерл.). Ultratop. Дата обращения: 6 января 2022. Архивировано 4 января 2022 года.
189. ↑  Összesített album- és válogatáslemez-lista — eladási darabszám alapján — 2021 (венг.). Mahasz. Дата обращения: 5 февраля 2022. Архивировано 1 февраля 2022 года.
190. ↑  Album Top-100 2021 (дат.). Hitlisten. Дата обращения: 6 января 2022. Архивировано 6 января 2022 года.
191. ↑  George Griffiths. Ireland’s Official biggest albums of 2021 revealed (англ.). Official Charts Company (9 января 2022). Дата обращения: 9 января 2022. Архивировано 9 января 2022 года.
192. ↑  Top 100 Albumes Anual 2021 (англ.). Productores de Música de España. Дата обращения: 20 января 2022. Архивировано 20 января 2022 года.
193. ↑  Jaaroverzichten — Album 2021 (нидерл.). dutchcharts.nl. Дата обращения: 6 января 2022. Архивировано 3 января 2022 года.
194. ↑  sanah podbija sprzedaż fizyczną w Polsce (пол.). Związek Producentów Audio-Video. Дата обращения: 5 февраля 2022. Архивировано 1 февраля 2022 года.
195. ↑  Top de l'année Top Albums 2021 (фр.). SNEP. Дата обращения: 2 июня 2022. Архивировано 15 апреля 2022 года.
196. ↑  Schweizer Jahreshitparade 2021 (нем.). hitparade.ch. Дата обращения: 28 декабря 2021. Архивировано 26 декабря 2021 года.
197. ↑  Årslista Album, 2021 (швед.). Sverigetopplistan. Дата обращения: 15 января 2022. Архивировано 15 января 2022 года.
198. ↑  Ö3 Austria Top40 Jahrescharts 2022: Longplay — Ö3 Charts (нем.). Ö3 Austria Top 40. Дата обращения: 7 января 2022. Архивировано 2 января 2023 года.
199. ↑  Offizielle Deutsche Jahrescharts: "Layla" ist erfolgreichster Hit 2022, Rammstein räumen bei den Alben ab (нем.). GfK Entertainment (8 декабря 2022). Дата обращения: 13 декабря 2022. Архивировано 9 декабря 2022 года.
200. ↑  Year-End Charts: Top Current Album Sales (англ.). Billboard. Дата обращения: 13 декабря 2022. Архивировано 4 декабря 2022 года.
201. ↑  Schweizer Jahreshitparade 2022 (нем.). hitparade.ch. Дата обращения: 27 декабря 2022. Архивировано 27 декабря 2022 года.
202. ↑  ARIA Charts – Accreditations – 2022 Albums (PDF). Australian Recording Industry Association. Дата обращения: 2022-03-13.
203. ↑  Austrian  album  certifications – ABBA – Voyage (нем.). IFPI Austria. Дата обращения: 2023-04-03.
204. ↑  Ultratop − Goud en Platina – albums 2022. Ultratop. Hung Medien. Дата обращения: 2022-08-30.
205. ↑  Danish  album  certifications – ABBA – Voyage (датск.). IFPI Danmark. Дата обращения: 2022-02-22.
206. ↑  French  album  certifications – ABBA – Voyage (фр.). Syndicat National de l’Édition Phonographique. Дата обращения: 2022-01-03.
207. ↑  Gold-/Platin-Datenbank (ABBA; ́Voyagé) (нем.). Bundesverband Musikindustrie. Дата обращения: 2021-12-10.
208. ↑  ALBUM-JAHRESCHARTS: ABBA VOR HELENE FISCHER. Offizielle Deutsche Charts (10 декабря 2021). Дата обращения: 10 декабря 2021. Архивировано из оригинала 10 декабря 2021 года.
209. ↑  Sources for sales in Japan:
  - 週間 アルバムランキング – 2021年11月15日付. Oricon. Дата обращения: 23 декабря 2021. Архивировано 10 ноября 2021 года.
  - 週間 アルバムランキング – 2021年11月22日付. Oricon. Дата обращения: 23 декабря 2021. Архивировано 17 ноября 2021 года.
  - 週間 アルバムランキング – 2021年11月29日付. Oricon. Дата обращения: 23 декабря 2021. Архивировано 24 ноября 2021 года.
  - 週間 アルバムランキング – 2021年12月06日付. Oricon. Дата обращения: 23 декабря 2021. Архивировано 1 декабря 2021 года.
  - 週間 アルバムランキング – 2021年12月13日付. Oricon. Дата обращения: 23 декабря 2021. Архивировано 8 декабря 2021 года.
  - 週間 アルバムランキング – 2021年12月20日付. Oricon. Дата обращения: 23 декабря 2021. Архивировано 15 декабря 2021 года.
  - Oricon Oricon.co.jp. Retrieved March 20, 2022
  - Oricon Oricon.co.jp. Retrieved March 20, 2022
210. ↑  van Eenennaam, Alexander. Nieuw album ABBA is gelijk platinum: 'Grbrurde voor het laatst bij Marco Borsato' (нидерл.). Algemeen Dagblad (5 ноября 2021). Дата обращения: 17 ноября 2021. Архивировано 28 марта 2023 года.
211. ↑  Wyróżnienia – Złote płyty CD - Archiwum - Przyznane w 2022 roku (пол.). Polish Society of the Phonographic Industry. Дата обращения: 2022-01-12.
212. ↑  Veckolista Album, vecka 51, 2021 | Sverigetopplistan (швед.). Sverigetopplistan. Дата обращения: 2021-12-23. Scroll to position 1 to view certification.
213. ↑  British  album  certifications – ABBA – Voyage (англ.). British Phonographic Industry.
214. ↑  Paine, Andre. One year on, how avatar concert ABBA Voyage is powering the group's classic catalogue. Music Week (28 июня 2023). Дата обращения: 1 октября 2023.
215. ↑  Grammy Noms in the Marketplace. Hits Daily Double (31 января 2023). Дата обращения: 31 января 2023. Архивировано 31 января 2023 года.
216. ↑  IFPI Global Charts. IFPI. Дата обращения: 26 июня 2022. Архивировано 18 мая 2021 года.
217. ↑  Amazon.co.jp限定】ヴォヤージ with 『アバ・ゴールド』(SHM-CD)(2枚組)(特典:メガジャケ付): Music (яп.). amazon.co.jp. Дата обращения: 13 ноября 2021. Архивировано 8 сентября 2021 года.
218. ↑  Amazon.co.jp限定】ヴォヤージ with 『エッセンシャル・コレクション』(SHM-CD)(DVD付)(特典:メガジャケ付) (яп.). amazon.co.jp. Дата обращения: 13 ноября 2021. Архивировано 13 ноября 2021 года.
219. ↑  Amazon.co.jp限定】ヴォヤージ with 『アバ・イン・ジャパン』(SHM-CD)(2DVD付)(特典:メガジャケ付): Music (яп.). amazon.co.jp. Дата обращения: 13 ноября 2021. Архивировано 8 сентября 2021 года.